# Sigfrido I di Walbeck
Sigfrido I, detto il Vecchio, (Siegfried der Ältere von Walbeck) (... – 15 marzo 990) fu conte di Walbeck e Möckerngau.

## Biografia
Era figlio di Lotario II Vecchio, Conte di Walbeck e Matilde di Arneburg. Alla sua morte successe suo padre come conte di Walbeck.
Sigfrido viene menzionato per la prima volta come alleato di Odo I, margravio della marca sassone orientale, nel suo conflitto contro Mieszko I, duca di Polonia. In particolare, Sigfrido combatté nella battaglia di Cedynia (Zehden), come riportato nella Cronaca del figlio di Sigfrido, Tietmaro di Merseburgo. Sia Sigfrido che Odo sfuggirono al conseguente massacro. Inoltre è da segnalare che Mieszko sposò Oda di Haldensleben, figlia di Teodorico,margravio della marca del Nord, che era il predecessore del fratello di Sigfrido Lotario I come margravio.
Nel 979, lui e i suoi fratelli furono nominati reggenti della contea di Möckerngau dall'imperatore Ottone II. Sigfrido consolidò la sua posizione come unico conte nel 983. Più tardi, nello stesso anno, combatté con l'esercito sassone contro i rivoltosi slavi contro l'impero.
Nel 990 sostenne l'imperatrice reggente Teofano nella sua guerra contro Boleslao II, duca di Boemia. Combatté contro i ribelli Lutici che minacciavano il Brandeburgo. Cadde da cavallo il 15 marzo 990 e morì.
Alla sua morte, a Sigfrido succedette come conte di Walbeck suo figlio Enrico.

## Matrimonio e figli
Sigfrido sposò Cunegonda di Stade figlia di Enrico I il Calvo, conte di Stade. Essi ebbero sei figli:
- Enrico, conte di Walbeck (ucciso in battaglia, 1004);
- Federico, conte di Walbeck;
- Tietmaro di Merseburgo, vescovo di Merseburg;
- Sigfrido di Walbeck, vescovo di Münster, 1022-1032;
- Bruno di Walbeck, vescovo di Verden, 1034-1049;
- Oda, andata in sposa a Gozwin di Falkenburg[2];

Prima del matrimonio con Cungonda, Sigfrido ebbe un figlio illegittimo:
- Willigiso, che subentrò al fratellastro Tietmaro nell'abbazia di Walbeck dopo che questo divenne vescovo di Merseburgo[2].